# 2006年同樂運動會

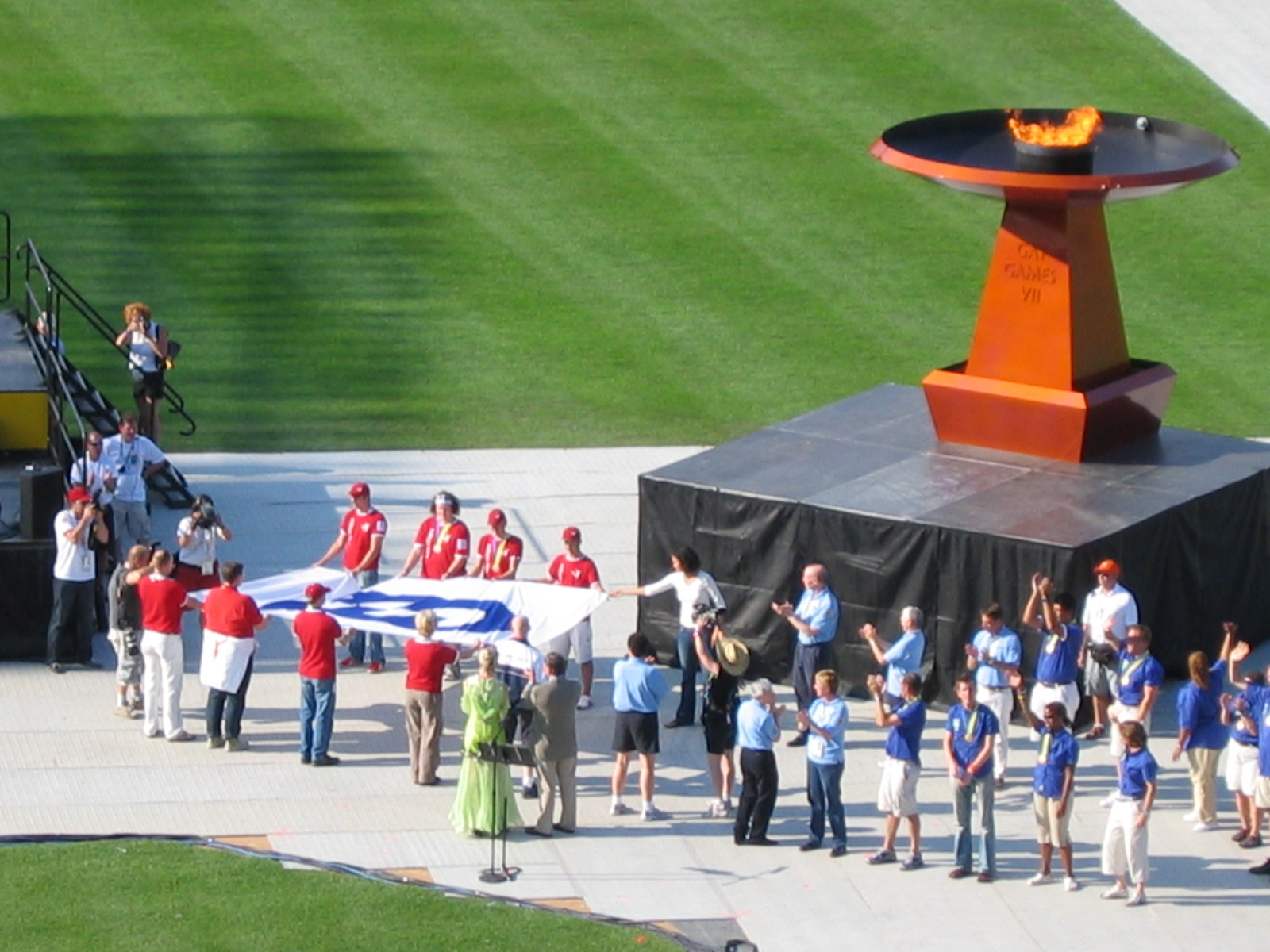
2006年同志運動會閉幕式，將會旗交給舉辦2010年同志運動會的主辦國-德國科隆隊

2006年同志運動會是國際性的運動會及節日，由同志運動會聯合會組織同性戀、異性戀在2006年7月15至22日於美國芝加哥舉行。

## 口號
今屆運動會的口號為「Where the World Meets」，意思是在世界每一個角落均可會見。

## 原本舉辦地
今屆的運動會原本由加拿大蒙特利爾主辦的，但由於同志運動會聯合會與「蒙特利爾同性戀運動會籌委會」發生重大矛盾而放棄主辦權，經過重新申辦後由芝加哥取得今屆運動會的主辦權。

## 贊助機構
- Absolut Vodka
- American Airlines
- Ernst & Young
- Fleishman-Hillard
- Walgreens

## 傳媒合作顆伴
- 芝加哥太陽時報
- 紐約時報
- 美國廣播公司

## 望有助申辦2016奧運
芝加哥市長Richard M. Daley及芝加哥的組織均希望成功舉辦這屆運動會有助該市獲得美國奧林匹克委員會的推薦，申辦2016年夏季奧林匹克運動會。